# Brandnew J
Brandnew J （ブランニュー・ジェイ）は、かつてJ-WAVEが運営していた音楽専門インターネットラジオ放送局。コンセプトは "MUSIC TO YOUR HEART" 。

## 概要
2006年5月29日、ベータ版として放送開始し、同年10月2日10:00 (JST) に本放送を開始した。翌2007年4月9日には20万人を突破した。
ビジネスモデルは広告収入を基本としており、バナー広告との連動がしやすいなどのメリットを持つ。ナビゲーター (DJ) のトークを抑え、J-WAVEの開局当初を知るリスナーを想定。J-WAVE開局初期に話題となった、会社や店先でのBGMとしての聴取を期待している。
2009年6月30日まで、サイトには「I like It!」ボタンというものが存在した。ストリーミング中にこのボタンを押すと即座にカウントされ、カウント数に応じて毎日、毎週ごとの人気ランキングが形成されるようになっていた。また、ストリーミング曲横のリンクから楽曲購入ページに飛び、「mora」、「mora win」、「iTunes Store」にて配信中の音楽を購入することができた。
2007年1月1日から、J-WAVE（地上波）で放送されている『TOMORROW』（同年10月以降はPLATOn）、同年4月1日から『MAKING SENSE』、『OH! MY RADIO』の同時放送が始まった（一部番組コーナーを除き、同時放送時はSOUND PLANETで放送されているものと同じBGMに差し替えている）。
開始当初から2007年9月までは「番組」という形態ではなく、「時間ごと」という枠組みであり、固定されたナビゲーター構成ではなかった。いきなり曜日変更があったり休んだりと、きちんとした構成ではなかったが、本放送開始一周年を迎えた2007年10月より番組名ができ、「GRENN BREEZE」、「EMERALD OCEAN」、「MAGENTA HOLIZON」、「PURE MUSIC」、「WAVES OF HAWAII」、「SEVEN SEAS」、「SLOW FLOW」、「GOLDEN DANCE FLOOR」などといった番組ができ、放送番組らしい構成となった。
一時期、「J-WAVE Brandnew-J MAGAZINE」としてメールマガジン配信をしていた。
2009年4月からはサービス時間が24時間放送から変更され、月曜から金曜は9:00 - 27:00、土曜・日曜は8:00 - 22:00と縮小。同年7月からは放送時間が月曜から金曜の10:00 - 27:00となり土曜・日曜は放送休止とさらに規模を縮小し、また日本国内限定の放送となった。
さらに2010年4月からはJ-WAVE（地上波）とのサイマル放送が拡大され、大部分の番組がサイマル放送となった。
2011年3月31日の27:00をもって、Brandnew Jの全サービスが終了。約5年の歴史に幕を閉じた。4月1日以降引き続きJ-WAVEの番組を聴取する場合、以下のサービスを利用する必要がある。
- IPサイマルラジオの「radiko」※2011年4月1日時点では関東地方1都6県のみで利用可能だったが、2014年4月1日以降は有料会員制「radikoプレミアム」を利用することにより、全国で聴取可能となった。
- USENの「SOUND PLANET（店舗・事業所向け）」または「music AirBee!（個人向け）」※どちらも有料
- KDDIの携帯電話「au」の「LISMO WAVE」（2011年3月15日サービス開始、2019年9月30日サービス終了）※有料

また、一部のコミュニティ放送局ではJ-WAVEの番組を放送していることがある。

### 歴史
- 2006年5月29日、ベータ版として放送開始。
- 2006年10月2日、日本時間10:00に本放送を開始。本放送開始前の10月1日、前夜祭と称した特別番組が放送されている。
- 2006年12月1日、ウィルコムと提携し、携帯電話におけるストリーミング放送を開始。翌年4月19日からはFOMAにもサービスを拡大[5]。
- 2007年1月1日、J-WAVEとの一部サイマル放送を開始。
- 2007年4月9日、聴取登録者数が20万人を突破。同日、Windows Vista対応のオリジナルガジェットリリース。
- 2007年4月26日、電通とIBC岩手放送によるInternet Explorer対応ツールバー「kikeruツールバー」に対応。
- 2007年10月1日、本放送開始1周年。サイマル放送拡大のほか、放送プログラムを一新。
- 2008年10月、番組構成を一新。
- 2009年4月1日、番組構成を一新、サービス時間を変更。
- 2009年4月13日、Microsoft Silverlightを採用したテスト配信を開始[6]
- 2009年7月1日、土曜・日曜の放送を休止。サービス地域を日本国内限定に変更。
- 2009年12月16日、「kikeruツールバー」のiPhoneアプリ版「kikeruアプリ」配布開始に伴い、サイマル番組のみiPhoneでも配信が受けられるようになる。
- 2010年4月1日、番組構成を一新、大部分がJ-WAVEとのサイマル放送となった。
- 2011年3月31日27:00をもって、Brandnew Jの放送を終了。

## インターネットラジオでの楽曲使用許可と問題
開局当初、日本におけるインターネット上での楽曲使用は使用許可・使用料金などハードルが高かったため、Brandnew Jでは音楽出版社と個別に契約して使用許可を得ていた。
その後、著作権や著作隣接権を所有する団体（日本レコード協会や実演家著作隣接権センター（CPRA）など）により「（ラジオ・テレビの）放送番組の楽曲のネット利用の集中管理」として文化庁へ提出された
楽曲に関する集中管理規程が2006年10月8日に施行されて、著作権処理の簡略化が進んだことから、Brandnew Jにおいても楽曲集中管理規程に沿って権利問題をクリアした楽曲はオンエア可能となっている（ただし、一部のインディーズ楽曲など権利関係上放送が難しいものを除く）。

## 番組
番組情報は2011年3月31日時点
- 放送時間以外は「STAND BY」で、放送を休止していた。
- ★はBrandnew Jオリジナル番組。その他はJ-WAVEとのサイマル放送。詳細は各番組記事を参照。
- J-WAVEとのサイマル放送では、SOUND PLANETやこれを利用するコミュニティFMと同様CMはフィラーに差し替えられ、フィラーはSOUND PLANETとは異なる。例外として、一部のスポンサー番組では、地上波と同様のCMが流れた。
- 月曜〜金曜の祝日にJ-WAVEで放送される9:00 - 17:55（-19:55）までの特別番組「J-WAVE HOLIDAY SPECIAL」は、番組の内容次第ではサイマル放送される場合とされない場合がある。（いずれも著作権の都合によるものとみられる）サイマル放送されない場合は、長時間のSTAND BY（放送休止）となった。

### 月曜 - 木曜
- 06:00 - 09:00 J-WAVE TOKYO MORNING RADIO
- 09:00 - 11:30 I A.M.
- 11:30 - 14:00 CURIOUS
- 14:00 - 16:30 STAND BY（放送休止）[12]
- 16:30 - 20:00 GROOVE LINE Z[13]
- 20:00 - 22:00 JAM THE WORLD
- 22:00 - 23:45 HELLO WORLD
- 23:45 - 24:00 MAKING SENSE
- 24:00 - 24:30 ★MIDNIGHT FACES
- 24:30 - 26:00 RADIPEDIA
- 26:00 - 27:00 MUSIC WONDERLAND

### 金曜
- 06:00 - 11:30 〜JK RADIO〜TOKYO UNITED
- 11:30 - 16:00 PARADISO
- 16:00 - 16:30 STYLE STUDIO
- 16:30 - 20:00 CIRCUS CIRCUS
- 20:00 - 22:00 JAM THE WORLD
- 22:00 - 23:45 HELLO WORLD
- 23:45 - 24:00 MAKING SENSE
- 24:00 - 27:00 ★MIDNIGHT FACES

### 土・日曜
- 終日放送休止

## 以前出演していたナビゲーター
- Sachiko Ode
  - Brandnew J初期のナビゲーターで、毎週土・日曜の14:00 - 18:00を担当。
- Lucy Kent
  - J-WAVE開局当時から各番組に出演していたナビゲーター。Brandnew J初期のナビゲーターで、平日枠の14:00 - 18:00のいずれかの曜日を担当。
- Mic Bond
  - J-WAVE開局当時から各番組に出演していたナビゲーター。Brandnew J初期のナビゲーターで、平日枠の14:00 - 18:00のいずれかの曜日を担当。
- Zena Otsuka
  - 初期の土曜夜18:00 - 22:00を担当。
- Tatsuya Fukunoue
  - 2007年よりSEVEN SEASを担当。
- Kimi Kobayashi
  - 2008年9月までHIT BREAKERSを担当。
- DJ AIKO62
  - 開局当初から2009年3月まで担当。
- Miki Tominaga
  - 2009年3月まで午前中の番組を中心に担当。
- Maki Yanai
  - 2009年6月までBrandnew-J Café Bonjour!（平日）を担当。
- Owen Maki
  - 2009年6月までBrandnew-J Café Midi!（月曜・火曜）を担当。
- NICO
  - 2009年6月までBrandnew-J Café Midi!（水曜 - 金曜）を担当。
- ひゃん
  - 2009年6月までSmile Market（平日）を担当。
- Mai Shoji
  - 2009年6月までBrandnew-J Café Bonsoir!（平日）を担当。

## 以前放送していた番組

### Brandnew Jの独自番組
- ArtRandom Theatre （依布サラサ）
- Brandnew-J 〜MORNING CLASSIC SELECTION〜
- CHANGE THE WAY
- Classical Selection
- EMERALD OCEAN
- GREEN BREEZE
- Golden Tears
- HIT BREAKERS
- HALL OF FAME
- MAGENTA HORIZON
- Message From Antarctica
- SEVEN SEAS
- wasa beat presents 〜shall we DANCE!!〜 （Daisuke Ide）
- STANDBY OH! MY RADIO
- SLOW FLOW
- UNIVERSAL LOVE
- SHISEIDO WAVES OF HAWAII（GRACE）
- WEEKEND VITAMIN

### J-WAVEとのサイマル放送
- J-WAVE ARCHIVES
- THE UNIVERSE
- TOMORROW
- ROCKETMAN SHOW!!
- WAKE UP TOKYO
- BOOM TOWN
- MUSIC PLUS
- PLATOn